# NGC 7017
NGC 7017 је лентикуларна галаксија у сазвежђу Јарац која се налази на NGC листи објеката дубоког неба.
Деклинација објекта је - 25° 29' 15" а ректасцензија 21h 7m 20,5s. Привидна величина (магнитуда) објекта NGC 7017 износи 14,4 а фотографска магнитуда 15,4. NGC 7017 је још познат и под ознакама ESO 529-26, MCG -4-49-14, AM 2104-254, PGC 66137.